# Holoplancton

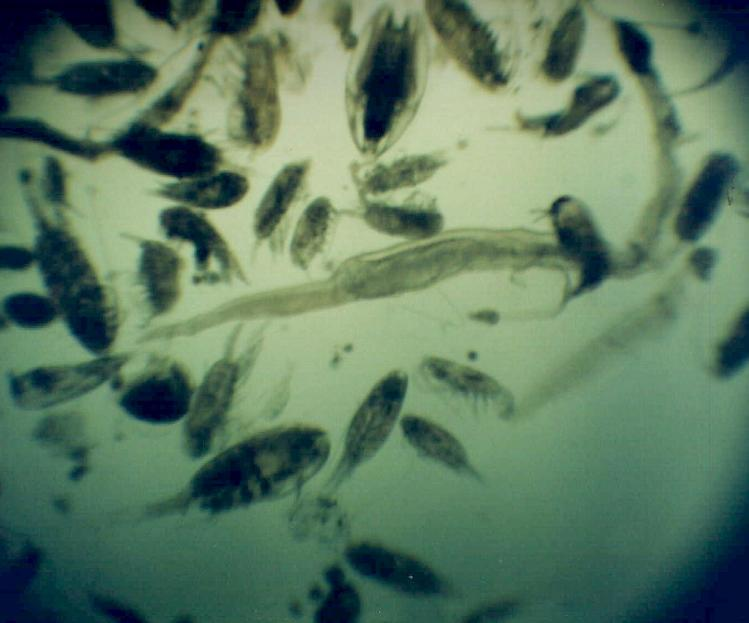
Muestra de plancton vista con lupa binocular.

El holoplancton o plancton permanente está formado por 
organismos (autótrofos y heterótrofos) que durante todo su 
ciclo vital forman parte de la comunidad planctónica.
Pertenecen al holoplancton todos los grupos presentes en el
medio marino, excepto Poríferos o Espongiarios (esponjas), briozoos (Bryozoa) y Foronídeos. Así, en el holoplancton 
se encuentran:
- Aproximadamente 30 especies de foraminíferos, que una vez muertos forman fondos calcáreos
- Radiolarios, que una vez muertos forman fondos silíceos
- Tintinoideos (un tipo de Infusorios)
- Sifonóforos (Celentéreos)
- Ctenóforos
- Quetognatos, filo casi exclusivamente planctónico
- Y el gran grupo de los crustáceos (copépodos, ostrácodos, cladóceros, isópodos, anfípodos, eufauciaceos, misidaceos).